# Dahadajevi járás
A Dahadajevi járás (oroszul: Дахадаевский район) Oroszország egyik járása Dagesztánban. Székhelye Urkarah.

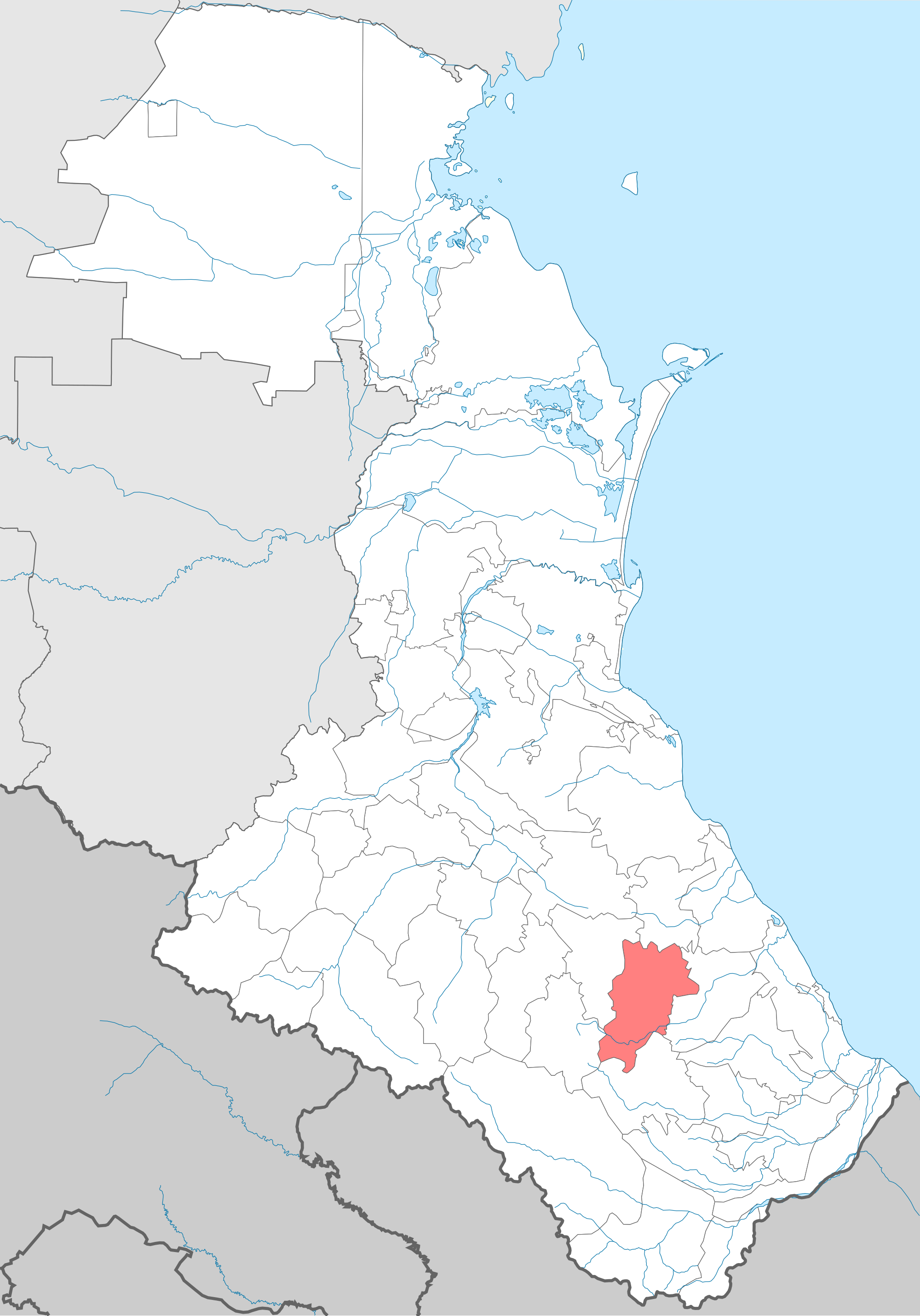
A Dahadajevi járás Dagesztánban

## Népesség
- 1989-ben 29 507 lakosa volt, melyből 29 449 dargin (99,8%), 21 orosz, 14 avar, 8 lezg, 5 kumik, 4 lak, 1 agul, 1 azeri, 1 tabaszaran.
- 2002-ben 38 359 lakosa volt, melyből 38 290 dargin (99,8%), 22 orosz, 7 lak, 5 avar, 4 azeri, 4 kumik, 3 lezg, 2 nogaj, 1 csecsen, 1 tabaszaran.
- 2010-ben 36 709 lakosa volt, melyből 36 344 dargin (99%), 30 orosz, 11 avar, 9 kumik, 9 lezg, 7 azeri, 7 tabaszaran, 6 lak, 3 agul, 1 csecsen.